# Vochov
Vochov är en ort i Tjeckien.   Den ligger i regionen Plzeň, i den västra delen av landet, 90 km väster om huvudstaden Prag. Vochov ligger 351 meter över havet och antalet invånare är 554.
Terrängen runt Vochov är platt.Runt Vochov är det mycket tätbefolkat, med 1 266 invånare per kvadratkilometer. Närmaste större samhälle är Plzeň, 7,2 km öster om Vochov. Trakten runt Vochov består till största delen av jordbruksmark.